# 연천군·포천군·가평군
연천군·포천군·가평군은 대한민국의 옛 국회의원 선거구이다. 당시 경기도 연천군, 포천군, 가평군 지역을 관할했다.

## 역사
제11대 국회의원 선거를 앞두고 연천군·포천군·가평군·양평군 선거구에서 분리되면서 신설되었다.
제13대 국회의원 선거를 앞두고 가평군이 양평군과 함께 가평군·양평군 선거구를 이루었으며 연천군과 포천군은 연천군·포천군 선거구를 이루게 됨에 따라 폐지되었다.

## 역대 국회의원
| 선거   | 정당 | 정당       | 1위 의원 | 정당 | 정당       | 2위 의원 |
| ------ | ---- | ---------- | -------- | ---- | ---------- | -------- |
| 1981년 |      | 민주정의당 | 이한동   |      | 민주한국당 | 홍성표   |
| 1985년 |      | 민주정의당 | 이한동   |      | 한국국민당 | 김용채   |

## 역대 선거 결과

### 대한민국 제11대 국회의원 선거
|  | 43.33% |

|  | 15.71% |

|  | 14.66% |

|  | 10.75% |

|  | 10.29% |

|  | 5.23% |

### 대한민국 제12대 국회의원 선거
|  | 54.95% |

|  | 18.92% |

|  | 14.64% |

|  | 9.43% |

|  | 2.03% |